# Éric Magnin
Éric Magnin (Oullins, 29 de mayo de 1967) es un deportista francés que compitió en ciclismo en la modalidad de pista, especialista en las pruebas de puntuación.
Ganó una medalla de plata en el Campeonato Mundial de Ciclismo en Pista de 1993, en la carrera por puntos.
Participó en los Juegos Olímpicos de Barcelona 1992, ocupando el sexto lugar en la prueba de puntuación.

## Medallero internacional
| Campeonato Mundial | Campeonato Mundial | Campeonato Mundial | Campeonato Mundial |
| Año                | Lugar              | Medalla            | Competición        |
| ------------------ | ------------------ | ------------------ | ------------------ |
| 1993               | Hamar (Noruega)    | Medalla de plata   | Puntuación         |